# Sardinia
Sardinia (Sardigna, Sardinna sau Sardinnia în sardă, Sardegna [sar'de[ɲː]a] în italiană, Sardenya în catalană) este o insulă din Marea Mediterană, situată între Peninsula Italică, coasta sudică a Franței și coasta Tunisiei, la sud de Corsica.
Insula aparține Italiei, în cadrul căreia este organizată ca regiune autonomă.

## Geografie

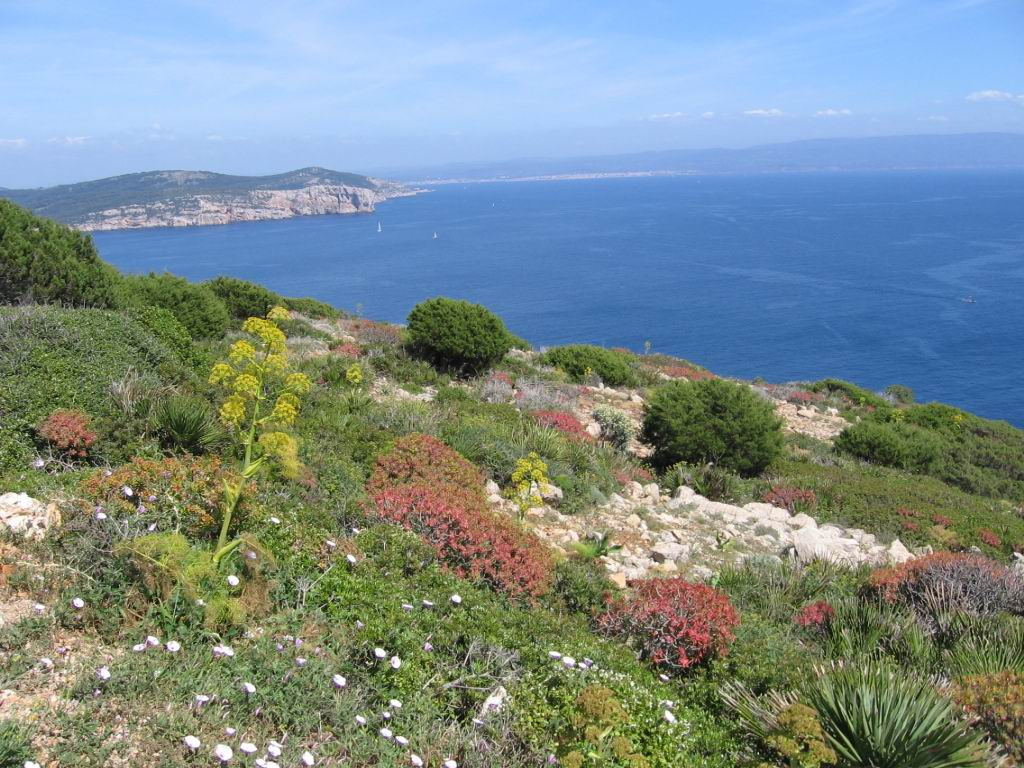
Capo Caccia. Sardinia

Sardinia are o suprafață de 24,090 km² și o populație de 1,65 milioane. Era numită „Ichnusa” de fenicieni și „Sandalyon” de greci.
Sardinia este o regiune a Italiei. Capitala regională este Cagliari ['ca[ʎː]ari]. Regiunea este subdivizată în cinci provincii: Cagliari, Sassari, Nuoro, Oristano și Sud Sardinia; în 2016 următoarele provincii au fost desființate: Olbia-Tempio, Ogliastra, Carbonia-Iglesias și Medio Campidano.
Insula conține numeroase zone turistice extraordinare incluzând Costa Smeralda, Costa Paradiso și Gennargentu. Faimoasă pentru plajele sale, insula este bogată și în alte locuri interesante.

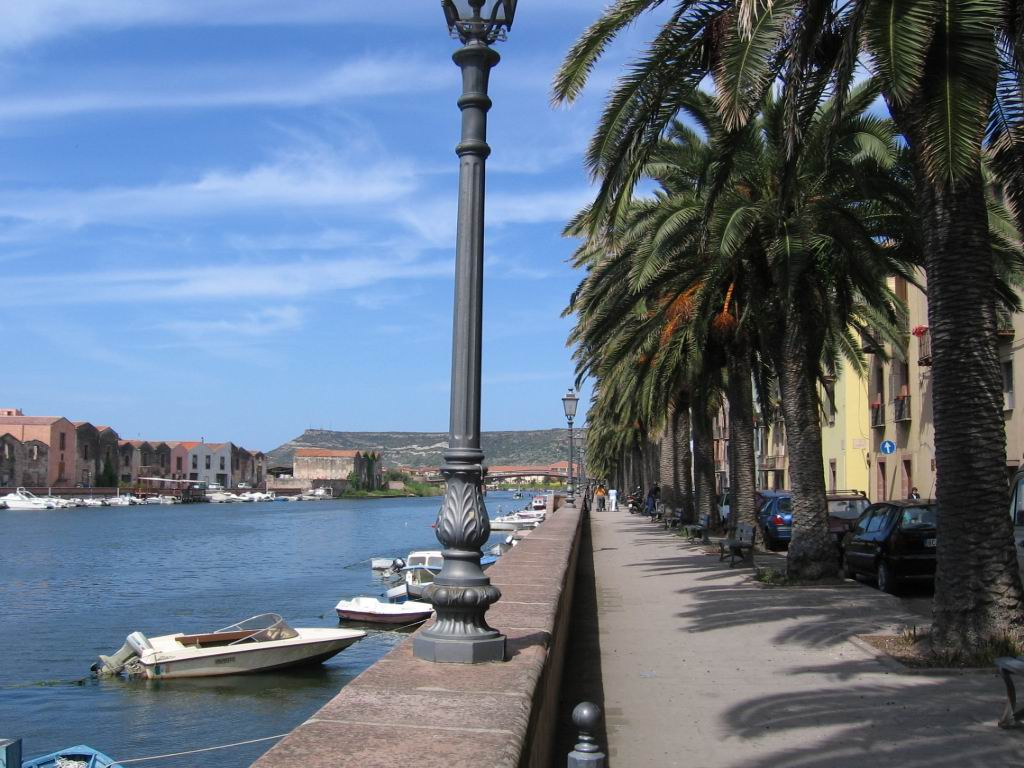
Bosa. Sardinia

## Climă
Climatul este îndeosebi mediteraneean, cu o primăvară și o toamnă în principal mediteraneeană, o vară fierbinte și o iarnă blândă. Sardinia are mult de suferit din cauza încălzirii globale, care a produs în ultimii ani o secetă crescândă. Insula este bogată în resurse naturale, având protejate mii de specii pe cale de dispariție.

## Istorie

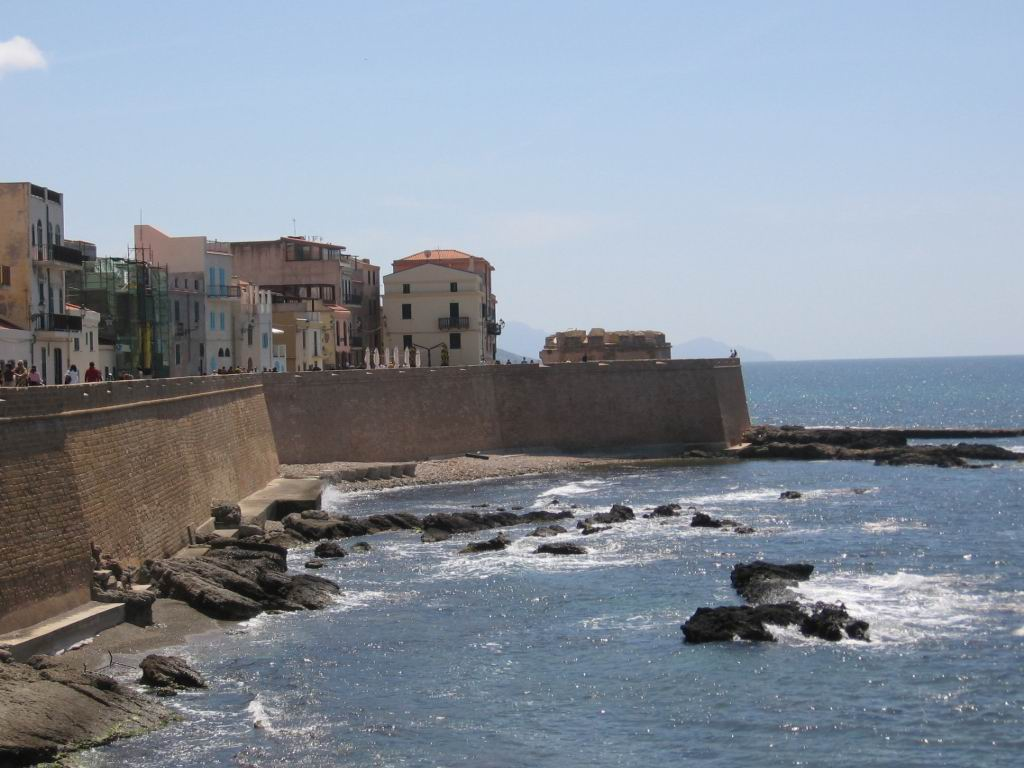
Alghero, Sardinia

Istoria Sardiniei pornește din cele mai vechi timpuri. În 1979 au fost găsite resturi umane datând din 150.000 î.Hr. În preistorie locuitorii Sardiniei au dezvoltat comerțul în obsidiane, o piatră folosită în producția primelor unelte aspre, și această activitate i-a adus pe sardinieni în contact cu majoritatea locuitorilor Mediteranei. În timpurile neolitice până la Imperiul Roman, civilizația nuragică a luat o formă în insulă. Și astăzi mai trăiesc mai mult de 7.000 de Nuraghe. Se crede Shardana au venit în Sardinia din estul Mediteranei, în aproximativ secolul XX î.Hr. Se știu puține despre acești oameni, a căror nume (care probabil înseamnă oamenii de la mare) a fost găsit în câteva inscripții egiptene, fiind dezvoltate mai multe ipoteze după unele studii lingvistice; după acestea, orașul Sardis (Lydia) ar fi fost punctul lor de pornire, din care ar fi ajuns la Marea Tireniană, divizându-se între sardinieni și etrusci.
O provincie romană și mai apoi bizantină, insula a fost divizată între secolele IX-XII în trei Giudicati (județe) independente, care au intrat sub autoritatea regelui Aragon în perioada 1323-1409: județul Arborea a fost ultimul care a fost cucerit. Populația autohtonă din orașul Alghero (S'Alighera în sardă, L'Alguer în catalană) a fost exilată și orașul a fost repopulat cu invadatori catalani, ai căror descendenți vorbesc astăzi catalana.
În 1720 Sardinia a devenit un regat independent sub casa de Savoia, conducătorii Piemontului. La momentul unificării italiene în 1860, regele Sardiniei a devenit regele Italiei.

## Fluxurile migratorii
Încă din cele mai vechi timpuri, mai multe descoperiri, au confirmat prezența umană pe insulă. Insula Sardinia, are o poziție geografică deosebită, în mijlocul Mediteranei. Bogățiile minerale și câmpiile fertile ale insulei, au făcut din Sardinia, un teren mult râvnit de către puterile coloniale din antichitate.

### Migrațiile în Paleolitic și Neolitic
Pietrele cioplite găsite în Perfugas (Provincia Sassari), datează din Paleoliticul Inferior (o perioadă de timp, cuprinsă între 400.000 și 150.000 î.e.n.), iar resturile de oase umane găsite de arheologi în peștera Cobeddu a Oliena (Provincia Nuoro), datează din Paleoliticul Superior (o perioadă de timp cuprinsă între 35.000 și 10.000 î.e.n.). Insula Sardinia a fost locuită de oameni încă din Neolitic și primele așezări au fost găsite în partea de nord a insulei. Probabil primii locuitori ai Sardiniei au fost popoarele provenite atât din peninsula Italică cât și cea Iberică. În Neoliticul târziu se pot observa de-a lungul insulei, diverse semne provenite foarte probabil, de la oameni ajunși aici din partea orientală a Europei, cu siguranță din insulele Creta și Ciclade.

## Limba. Aspecte locale

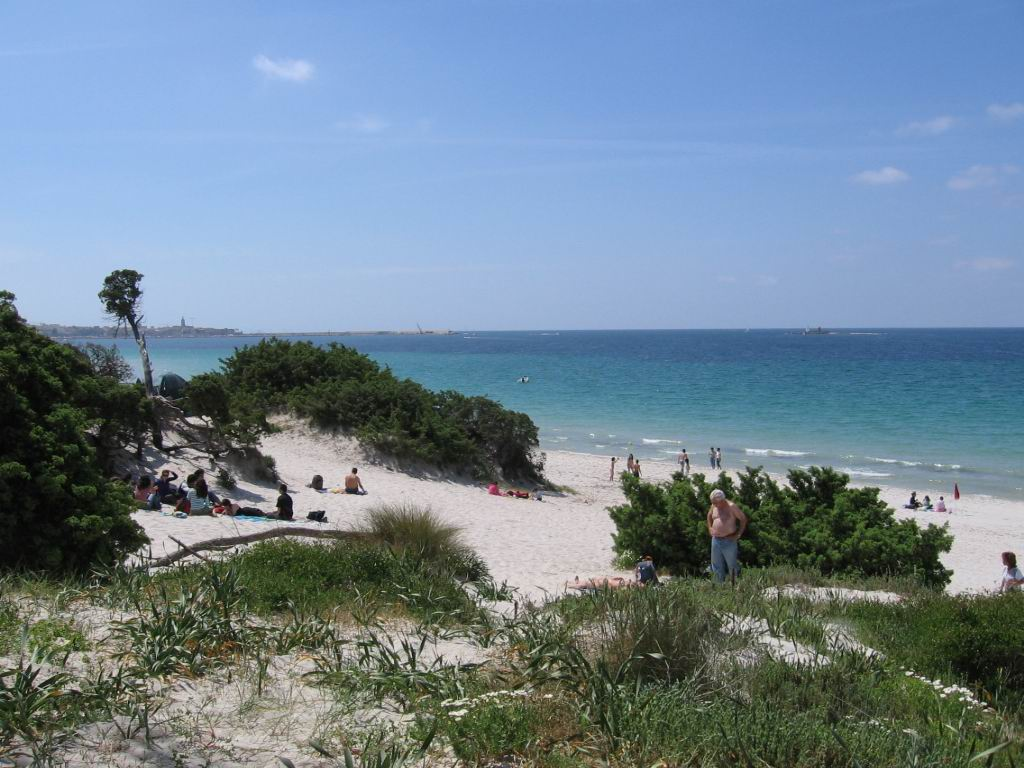
Plaja de la Alghero, Sardinia

Limba vorbită în Sardinia este sarda, o limbă romanică cu origini obscure în feniciană, etruscă și în alte limbi din orientul apropiat. În timp ce a fost destul înlocuită de către italiană în scopurile oficiale, și în timp ce este puțin cunoscută de către tineretul din Sardinia, în special în Cagliari.
Moneda Sardiniei (ca și o parte a Italiei) este acum euro, însă sardinienii se referă încă neoficial la su Francu (sau "su Pidzu"); 1 francu=1,000 fostă liră italiană.
Economia Sardiniei este concentrată în zilele noastre pe turism, industrie, comerț, servicii și tehnologia informației; un venit în creștere vine din faimoasele vinuri și din gastronomie. Pe teritoriul său se găsesc mai multe mine de aur și argint.
Trenurile din Sardinia conectează întreaga insulă, dar sunt mai degrabă lente.

## Vezi și

Provinciile regiunii Sardinia